# Draconus
Draconus ist ein Jump-’n’-Run-Computerspiel aus dem Jahr 1988. Es wurde von Kevin Franklin, Ian Copeland, Brian Jobling, Michael Owens und Adam Gilmore entworfen.

## Handlung
Der Heimatplanet von Draconus wird von einem von einem anderen Planeten stammenden, tyrannischen Monster regiert. Aufgabe des Spielers in Form von Draconus ist es, den Tyrannen auszuschalten.

## Spielprinzip und Technik
Der Spieler läuft oder springt durch verschiedene Bildschirme, in denen er auf Fledermäuse, Bälle oder Riesenratten trifft. Er kann zwei verschiedene Zustände annehmen: Als Frognum stellt er eine Mischung aus Mensch, Frosch und Drache dar, als Draconewt ist er ein Wasserwesen. Seine Gegner kann er entweder durch Faustschlag oder Feuerspucken dauerhaft beseitigen oder über sie hinwegspringen. Das Feuerspucken ist dabei beschränkt, kann aber begrenzt durch einsammelbare Symbole wieder aufgefüllt werden. Als übergeordnete Aufgabe muss er vier Extrafähigkeiten finden und sich dann dem Endkampf stellen. Eine der Fähigkeiten erlaubt ihm, sich durch spezielle Plattformen in ein Wasserwesen zu verwandeln, wodurch ihm weitere Gebiete zugänglich werden.
Feindberührung zieht Frognum Lebensenergie ab. Diese kann ebenfalls durch einsammelbare Symbole wieder aufgefüllt werden. Bei Verlust aller Lebensenergie verliert Frognum ein Leben und startet von der letzten Record Slab, auf der er stand, sozusagen von einem Checkpoint, den der Spieler auswählen kann.
Das Spiel besteht aus etwa 100 Bildschirmen, es wird beim Verlassen zum nächsten Bildschirm umgeschaltet.

## Rezeption
Das Spiel war zwei Mal Platz 1 in den Leser-Top-Ten des Atari Magazins. Das Magazin 64’er lobte die Grafik, kritisierte die nicht vorhandene Musik, bezeichnete das Spiel als "recht schwer" und konstatierte, Draconus sei den niedrigen Verkaufspreis (von ca. 10 D-Mark) gerade wert.